# Ecologizar
Ecologizar é uma expressão proposta pelo arquiteto e ambientalista brasileiro Maurício Andrés Ribeiro no seu livro "Ecologizar, pensando o ambiente humano" publicado em 1998 e republicado como uma trilogia em 2009. Esta expressão não consta no Dicionário Aurélio. Ecologizar é um verbo e verbo é ação.Definições do verbo ecologizar podem ser encontradas em alguns dicionários, porém de modo ainda rudimentar. No Dicionário Aulete, é definido como “Conscientizar para a importância dos princípios ecológicos”. Tal definição ressalta o aspecto da consciência, mas não o de sua aplicação prática.
Isso significa adotar uma ação de introduzir a dimensão ecológica nos vários campos da vida e da sociedade.
Ribeiro assinala que ecologizar é um verbo que ainda não existe em dicionários, mas expressa a ação de introduzir a dimensão ecológica nos vários campos da vida e da sociedade. Ecologizar é a ação de aplicar em todos os campos da vida os conhecimentos das ciências ecológicas. Ainda existe um déficit de compreensão do que seja ecologia, associada a bichos, plantas e sua relação com o ambiente em que vivem. Alguns a associam com a concepção biológica, pois a ecologia se originou nas ciências naturais no século XIX. Entretanto, ao longo do século vinte ela se ramificou em inúmeros campos – ecologia humana, ecologia cultural, ecologia política, ecologia social, ecologia energética, ecologia profunda ou do ser etc. Cada um desses campos tem seu conjunto próprio de conhecimentos e práticas.  Ecologizar é ativar o modo de ação ecológica necessário para direcionar o rumo da evolução. Da mesma forma como a sociedade se informatizou rapidamente no final do século XX, precisa rapidamente se ecologizar no início do século XXI.
A ecologização da noção de segurança confere atenção a novos riscos e perigos que ameaçam a segurança da vida humana e ajuda a redistribuir recursos, voltando-os para prevenir ou combater os riscos ambientais relacionados com as mudanças climáticas.
A ecologização da sociedade influencia os processos de produção e da administração, o modo como os problemas são resolvidos, o modo como a sociedade se estrutura espacialmente, em que tipos de ecossistemas construídos, cidades e assentamentos vivem suas populações. Implica adoção de padrões de consumo e estilos de vida sustentáveis.
O filósofo francês Edgar Morin  afirma a necessidade de ecologizar o pensamento, diante do fato de que a nossa cultura e a nossa civilização baseiam-se em valores e visões de mundo dissociadas das leis da natureza (uma visão antropocêntrica, ou seja, o homem como o centro de tudo), o que resulta na crescente degradação ambiental, acumulação de resíduos, perda de sustentabilidade, extinção das espécies.
No livro "O verde é negócio", Hans Jöhr mencionava a “ecologização” da empresa, do escritório, da fábrica, do processo, do comércio internacional.
Em 1998, o antropólogo, sociólogo e filósofo das ciências Bruno Latour escreveu o artigo “Modernizar ou ecologizar? essa é a questão”. Ele abordava o tema a partir de uma visão da ecologia política, de gestão de conflitos de interesses que se manifestam em vários dos temas ecológicos.
Miguel Grinberg, ambientalista argentino, editor e autor no campo da ecologia social, define a difusão de valores ecológicos como um processo de contágio que pressupõe contato, transmissão por proximidade. Tanto a alegria pode ser contagiante, como também as doenças. No caso da ecologização, trata-se de contagiar a vida pessoal, a família, o município, a sociedade, o planeta, com o anticorpo da consciência ecológica, combatendo o vírus da poluição e da degradação do ambiente.
Diz a mitologia grega que o rei Midas transformava em ouro tudo o que tocava. Na peça intitulada O menino do dedo verde, o autor francês Maurice Druon  retrata um menino que tinha a capacidade de melhorar o ambiente, limpá-lo e despoluí-lo a partir de seu toque. Cada indivíduo, tendo vontade, disposição e lucidez, pode atuar como um menino do dedo verde, colaborando para o processo de ecologização da sociedade, a partir de sua ação local. Tal ação pode referir-se a temas ligados à realidade local, como a outros de ampla abrangência e alcance global.